# Gründbergsiedlung
Die Gründbergsiedlung ist eine Ortslage im Steyrtal im Traunviertel von Oberösterreich und gehört zur Statutarstadt Steyr.

## Geographie
Die Ortslage befindet sich am Westrand der Stadt, gut 2 Kilometer entfernt von der Inneren Stadt. Sie liegt linksufrig direkt am Steyrfluss und an der B122, flussaufwärts von Steyrdorf, auf um die 315 m ü. A. Höhe.
Die Siedlung gehört zu Gründberg, das einen Stadtteil von Steyr bildet (ehemals VIII. Bezirk, heute als statistischer Bezirk auch Gründbergsiedlung genannt). Als Ortslage erstreckt sich Gründberg westwärts auch noch bis Sierning.
| Enzengarn (Gem. Sierning, Bez. Steyr-Land)      |                                             | Stein (Stt.) Weinzierl                 |
| Untergründberg (Gem. Sierning, Bez. Steyr-Land) | Kompassrose, die auf Nachbargemeinden zeigt | Steyrdorf (Stt.)                       |
| Rosenegg (Gem. Garsten, Bez. Steyr-Land)        | Unterhimmel (Stt. Christkindl)              | Christkindlsiedlung (Stt. Christkindl) |

## Geschichte
Ursprünglich gehörte das Gebiet zur Gemeinde Sierning. Hier befand sich hier nur das Gehöft Reindl im Thal (heute Motel), zur Stadt hin lag der alte Richtplatz der Stadt Steyr.
Auf Initiative von Florian Mayrpeter, dem Besitzer des Viertlgutes, entstand die Gründbergsiedlung 1933–1935, mit seinerzeit 58 Siedlern. Sie war eine der Einfamilienhaussiedlungen, die in den 1930ern um Steyr entstanden.
1938, nach dem Anschluss, kam dieses Areal zur Stadt Steyr.
Inzwischen umfasst die Siedlung den ganzen Raum zwischen Landeskrankenhaus und Reindlbach, um die Sudetenstraße (benannt zu Ehren der nach dem Krieg vertriebenen Deutschböhmen, die sich auch hier ansiedelten). Auch das Areal auf der Terrasse oberhalb, um die Schrebergärten an der Franz-Draber-Straße (benannt nach dem Widerstandskämpfer Franz Draber) ist inzwischen geschlossen verbaut.